# アン・オブ・ボヘミア
アン・オブ・ボヘミア（英語：Anne of Bohemia, 1366年7月11日 - 1394年6月7日）は、イングランド王リチャード2世の最初の妃。父は神聖ローマ皇帝兼ボヘミア王カール4世、母は4番目の妃エリーザベト（ポンメルン公ボグスワフ5世とポーランド王カジミェシュ3世の長女エルジュビェタの娘）。ローマ王兼ボヘミア王ヴェンツェルの異母妹、神聖ローマ皇帝兼ハンガリー王・ボヘミア王ジギスムントの同母姉。ドイツ語名はアンナ・フォン・ベーメン（Anna von Böhmen）。

## 生涯
父の死後の1378年12月、ローマ教皇ウルバヌス6世がイングランド王リチャード2世の妃に強く勧めたことで実現、1381年5月1日に結婚が結ばれ、ワット・タイラーの乱でアンのイングランド行きは遅れたものの、アンは同年のうちにプラハを出発、12月にカレーからドーバー海峡を渡り、1382年1月20日にウェストミンスター寺院で成婚した。
当初持参金目当てでイングランドが進めていたミラノ僭主ベルナボ・ヴィスコンティの娘カテリーナとの縁談を破棄させてまで、ウルバヌス6世がアンとリチャード2世の結婚を推薦した理由は、教会大分裂で教皇庁が分裂する中で支持者の神聖ローマ帝国とイングランドの結びつきを強化するためだった。また、アンの異母兄ヴェンツェルもローマで皇帝戴冠式を挙げるためイングランドの支援を当てにして結婚を後押しした（ローマ行きは実現せず）。
2人の結婚はイングランドにとってデメリットが多く、持参金が手に入らず逆に結婚費用をイングランドが負担（その金はヴェンツェルに流れた）、百年戦争でフランスとの戦争をボヘミアが支援しない、アンの従者・女官達が宮廷で浪費してイングランド国民に嫌われた（シーン離宮（後のリッチモンド宮殿）で連日1万人を招待するパーティーが開かれたという）、アンに子供が生まれないなど不評が相次いだ。しかしアンとリチャード2世は仲睦まじい夫婦で、彼女が洗練されたボヘミア文化を持ち込んだことはイングランドとボヘミア両国に大きな影響を与えることになった。
リチャード2世と訴追派貴族が対立し、1388年の非情議会で国王の側近集団が処刑・追放された際、リチャード2世の信任が厚いサイモン・バーリーが処刑リストに上っていたことを知ったアンは、訴追派貴族の1人・アランデル伯リチャード・フィッツアランに涙ながらに跪いてまで助命嘆願した。訴えは聞き入れられずバーリーは処刑されたが、アンはこの行動から「善良なアン」と呼ばれたという。
それからはイングランドで平穏な年月を過ごしたが、リチャード2世との間に子供をもうけないまま、アンは1394年にペストによって27歳で死去し、ウェストミンスター寺院に葬られた。リチャード2世は3年後の1397年にフランス王シャルル6世の娘で当時まだ7歳のイザベラと再婚したが、アンを失ったショックは大きく、彼女の葬儀に遅参したアランデル伯に激怒して杖で殴り倒す、悲しみのあまりアンと過ごしたシーン離宮の破却を命じるなど感情の抑制が利かなくなり、以後訴追派貴族への復讐や専制に走っていくようになる。
政治ではイングランドに良い結果をもたらさなかったが、文化面で向上が見られた。アンはリチャード2世と共に華やかなイングランド宮廷文化をもたらし、ボヘミアから彩色写本を持ち込みイングランドでも流行、当時の宮廷に触発されジェフリー・チョーサー、ジョン・ガワー、ウィリアム・ラングランドらが活躍し、多くの文学作品を生まれる切っ掛けとなった。アン自身も語学に堪能でチェコ語・ラテン語・ドイツ語を使いこなしただけでなく英語・フランス語もマスターしたことや、聖書に精通していることがリチャード2世から大切な伴侶として扱われ、アンの存命中は感情を抑制出来たとされる。また、彼女がチェコ語訳された聖書を持っていたことが、ジョン・ウィクリフによる英訳聖書作成の動機となり、ボヘミアのプラハ大学からオックスフォード大学への留学生が増加、彼らを通してウィクリフの思想がボヘミアへ伝わったことが後のヤン・フスによる宗教改革・フス派誕生に繋がった。